# Surviving Jack
Surviving Jack est une série télévisée américaine en huit épisodes de 23 minutes créée par Justin Halpern et Patrick Schumaker basée sur le roman autobiographique de Halpern I Suck at Girls, dont seulement sept épisodes ont été diffusés entre le 27 mars et le 8 mai 2014 sur le réseau Fox et au Canada sur le réseau CTV.
Cette série est inédite dans tous les pays francophones.

## Distribution

### Acteurs principaux
- Christopher Meloni : Dr Jack Dunlevy
- Rachael Harris : Joanne Dunlevy
- Connor Buckley : Frankie Dunlevy
- Claudia Lee (en) : Rachel Dunlevy
- Kevin Hernandez : George
- Tyler Foden : Mikey

### Acteurs récurrents et invités
- Oscar Nuñez : Lon
- Neil Flynn : coach

## Fiche technique
- Scripteur du pilote : Patrick Schumacker
- Réalisateur du pilote : Victor Nelli
- Producteurs exécutifs : Justin Halpern, Patrick Schumacker, Bill Lawrence et Jeff Ingold.
- Société de production : Doozer Productions en association avec Warner Bros. Television.

## Développement

### Production
Le projet a été présenté à Fox en septembre 2012 sous le titre I Suck at Girls et le pilote a été commandé en janvier 2013.
Le 8 mai 2013, Fox commande la série sous le titre actuel et annonce cinq jours plus tard qu'elle sera diffusée à la mi-saison.
Le 25 octobre 2013, Fox dévoile que la série sera diffusée au printemps 2013, les jeudis à 20 h 30 après American Idol, et la réduction de la commande à huit épisodes.
Le 7 mai 2014, Fox annule officiellement la série.

### Casting
Les rôles ont été attribués dans cet ordre : Connor Buckley et Claudia Lee (en), Christopher Meloni, Alex Kapp Horner (Joanne), Kevin Hernandez et Tyler Foden.
En mai 2013, Alex Kapp Horner quitte le projet et est remplacée par Rachael Harris.
Parmi les acteurs récurrents et invités : Oscar Nunez et Neil Flynn.

## Épisodes
1. Pilot
2. Gonna Make You Sweat
3. How Do You Talk To An Angel
4. Rhythm Is a Dancer
5. Something to Talk About
6. She Drives Me Crazy
7. Parents Just Don't Understand
8. Smells Like Teen Spirit"

## Accueil
Le pilote a attiré 5,15 millions de téléspectateurs aux États-Unis. Les audiences sont en baisse, glissant sous la barre du 4 millions au cinquième épisode.